# Ladjane Bandeira
Maria Ladjane Bandeira de Lira (Nazaré da Mata, 5 de junho de 1927 – Recife, 24 de março de 1999) foi uma poetisa, crítica de arte, artista plástica, jornalista, teatróloga e escritora brasileira. Como jornalista, foi pioneira na crítica de arte em Pernambuco, escrevendo para o Jornal do Commercio.

## Biografia
Formou-se em Licenciatura em desenho em Nazaré da Mata
Iniciou seu trabalho de pintura na Sociedade de Arte Moderna do Recife.
Realizou sua primeira individual na Faculdade de Direito do Recife.
Foi a primeira mulher crítica de arte em Pernambuco. Fez crítica de arte no Jornal do Commercio por mais de 10 anos
Optando pela reclusão solitária nos 20 últimos anos de sua vida, ela registrou, em 1979:

“É feliz quem tem a sorte de viver só. Quando se tem uma vida inteira cognoscente, plena, criativa, povoada de ideias, não se sente necessidade de presença física, e sim do pensamento das pessoas. Esse eu encontro nos livros, na música, na filosofia”— 
Essa sua reclusão, para a Medicina, era sintoma de esquizofrenia. No entanto, o tratamento não era de interesse da artista, que assim produzia mais e se sentia mais artista.

## Outras atividades
Além de pintora, foi poetisa, desenhista gráfica, jornalista, escritora, teatróloga.

## Vida associativa
Pertenceu às seguintes entidades associativas:
- Associação Internacional de Artistas Plásticos;
- Sociedade de Arte Moderna do Recife[nota 2];
- Associação de Artistas Plásticos Profissionais de Pernambuco[nota 3];
- Associação Brasileira de Críticos de Arte;
- Associação Internacional de Arte;
- Academia de Ciências de Pernambuco;
- Academia de Letras e Artes do Nordeste| Brasileiro;
- Gabinete Português de Leitura;
- Fundação Joaquim Nabuco;
- Pen Club do Brasil;
- Academia Itália de Artes e Ofícios[2].

## Reconhecimento
- Personalidade Cultural do ano - 1963 - 1967 - 1972;
- Medalha de Ouro da Academia Itália de Artes e Ofícios - Parma, Itália, 1981;
- Sala especial no XXXIV Salão de Artes Plásticas de Pernambuco.[3]

### Citações
Ladjane Bandeira é citada em várias publicações:
- Art in Latin America Today
- Arte no Brasil
- Artistas de Pernambuco
- Catálogo da Arte em Pernambuco
- Dicionário Crítico da Pintura no Brasil
- Dicionário da Pintura Brasileira
- Grande Enciclopédia Delta Larouse
- Memória do Atelier Coletivo
- Profile of the New Brazilian Arte
- Quem é quem no Brasil
- Retratos da Arte em Pernambuco
- Tesouro da Juventude
- Who is who in the World